# Кизимович Марія Михайлівна
Марія Михайлівна Кизимович (1909, с. Киданів, нині Чортківського району, Тернопільської области, Україна — 25 жовтня 1948, Львів) — діячка ОУН, «Союзу українок», «Просвіти». Псевдо: «Марта», «Листок», «Правда», «Рута». Зв'язкова Генерала Романа Шухевича.

## Життєпис
Народилася в 1909 році в с. Киданові (у давнину Кийданів, Койданів), нині Бучацький район, Тернопільська область, Україна (тоді Королівство Галичини та Володимирії, Австро-Угорщина). Батько Михайло Амвросійович працював учителем початкової школи (зокрема, у 1910—1911 роках в однокласовій школі в Киданові). Мати — Ольга Іванівна — вела господарку, виховувала 6 дітей (три сини, три доньки). Батьки переїхали до Нагірянки поблизу Бучача, де батько вчителював, мав пристойну платню, збудував дім (був знесений). У 1915 році всю родину евакуювали до Нового Торгу, де Марія почала вчитися у школі. 1918 року Кизимовичі повернулися до Нагірянки.
Навчалася в Бучацькій державній гімназії (1921—1925), у 1925—1930 роках — в учительській семінарії у Тлумачі, яку закінчила, не отримавши диплому (за іншими даними, закінчила Бучацьку учительську семінарію). До 1933 року працювала домашньою вчителькою дочки священника в Тлумачі, проживала у нього. 1933 року ві Львові закінчила 6-місячні курси вихователів дітей дошкільного віку і повернулася до Нагірянки. 1934 року — керівниця дитячої захоронки в Коропці. 1935 року навчалася у Львові на 6-місячних курсах домашнього сільського господарства. Закінчила з правом викладання на них. 1935 року після закінчення с/г курсів влаштувалася на єдину українську фабрику Львова «Фортуна Нова», працювала завідувачкою особистим майном директора до 1936 року. Через тиск польської шовіністичної влади не могла працювати вчителькою чи вихователькою, часто змінювала роботу.

Пам'ятна дошка Марії Кизимович, Львів, вул. Бандери, 1. Скульптор Олег Капустяк

Згодом повернулася до Бучача, в 1936 році в місцевому повітовому Союзі кооператив познайомилася з Левком Зацним («Троян») — бухгалтером із Бережанщини, провідним діячем ОУН, під чиїм упливом вступила до лав цієї політсили. Входила до складу групи, якою з 1937 року керував повітовий керівник Юліян Гуляк («Опир», «Марко»). Окружною провідницею до 1940 року була Клавдія Чайківська — «Блискавка» з м. Монастириська. За завданням Л. Зацного періодично висилала й передавала групі Гуляка грипси і літературу, виконувала функції кур'єра. Наполегливо, відповідально, вимогливо готувала дівчат до праці в ОУН.
Потрапила під поліційний нагляд, її двічі заарештовували, також перебувала в концтаборі Березі-Картузькій. У 1937 році вела курси в Чорткові, Бучачі, Монастириськах. Від 1938 року — в мануфактурному магазині Бучацького повітового союзу кооператив, водночас — повітова інструкторка домашнього господарства. У 1939—1940 роках — учителька початкової школи в селі Переволоці.
У 1939 році перейшла на нелегальне становище, 1940 року переховувалась у Жизномирі в Ю. Гуляка. У Карпатах стала референткою Карпатського краю, Гуляк зв'язав Марію з окружним провідником — псевдо «Трава», але наступного дня його вбили. Марія залишилася без зв'язку, виїхала в Чортків до знайомого, за його дорученням працювала в селах Борщівщини.
Після початку війни брала участь у мітингу в селі Вовківцях, присвяченому самостійності України. Вийшла з підпілля, повернулася до Бучача. Через якийсь час, знову з метою конспірації, відкрила казино при клубі в Бучачі; через 6 місяців казино закрили — Марія переїхала до Львова. Поступила на роботу до Української Хліборобської Палати інструкторкою Чортківської округи. Там працювала до наближення фронту.
Щоб не потрапити до рук НКВД, Марія вирішила їхати до знайомих у Варшаві. Однак, доїхавши до Перемишля, чомусь залишилася на рідній землі. Можливо, не було грошей, можливо, одержала якісь інструкції. Марія повернулася до Чорткова, де були більшовики. Знайшла зв'язок з керівником УЧХ окружного проводу «Мотрею», яка призначила її заступником Чортківської округи УЧХ від 1944 року до травня 1945 року.
У червні 1945 року нелегально проживала в селі Заболотівці Чортківського району. Була безпосередньо зв'язана з керівництвом ОУН, з членом Центрального Проводу ОУН Романом Шухевичем — «Туром», яких забезпечувала харчами, зв'язком. Мала організаційний зв'язок із функціонерами Центрального Проводу ОУН Марією Яремко, Володимиром Соляком та іншими. Починаючи з 1945 року, нелегально проживала з фіктивними документами на території Тернопільщини і Дрогобиччини.
У 1947—1948 роках перебувавла, зокрема, у Львові, в Бучачі, про неї ніхто нічого не знав. З документів слідчої справи відомо, що в 1945 р. через реорганізацію УЧХ Марію викликали до обласної провідниці УЧХ «Анни». «Анна» і «Ксеня» (зв'язкова Р. Шухевича) знайшли «Марту» через станичну «Ярусю». «Марта» отримала доручення підготувати бункер для «Білого» в лісі біля Заболотівки. Марія готувала їжу, майже на три місяці (липень — вересень) стала довіреною особою «Білого», приймала кур'єрів, за потреби зв'язувала їх з «Білим». Через два місяці після відїзду «Білого» криївку виявили (видав один із охоронців на допиті). Так «Марта» знову втратила зв'язок, змінювала місце проживання. Влітку 1948 року приїхала в Нирків до зв'язкової з Бучача Олени Ясіновської (під прізвищем Олена Помазанська). Через якийсь час органи НКВС, які посилено шукали Кизимович, знайшли її в домі Ясіновських, і 17 жовтня 1948 року їх заарештували. У Львові арештованих розмістили в різних камерах.
22 жовтня 1948 року був перший допит, другий — 24-го. Померла о 4 годині ранку наступного дня. Точні причини смерти невідомі; у справі написано: «Смерть настала від паралічу серцевих м'язів…» Чи її замордували, чи, щоб уникнути знущання, знищила сама себе — невідомо. Зі слів Олени Ясіновської відомо, що в комірці́ вишитої сорочки Марії була зашита ампула з отрутою. Можливо, її не знайшли під час обшуку і Марії вдалося скористатися нею.

## Вшанування
- На будівлі Львівського МВ УМВС України встановлено пам'ятну дошку Марії Кизимович.
- Вулиця в м. Бучачі (2009[5])